# Germano-Argentins

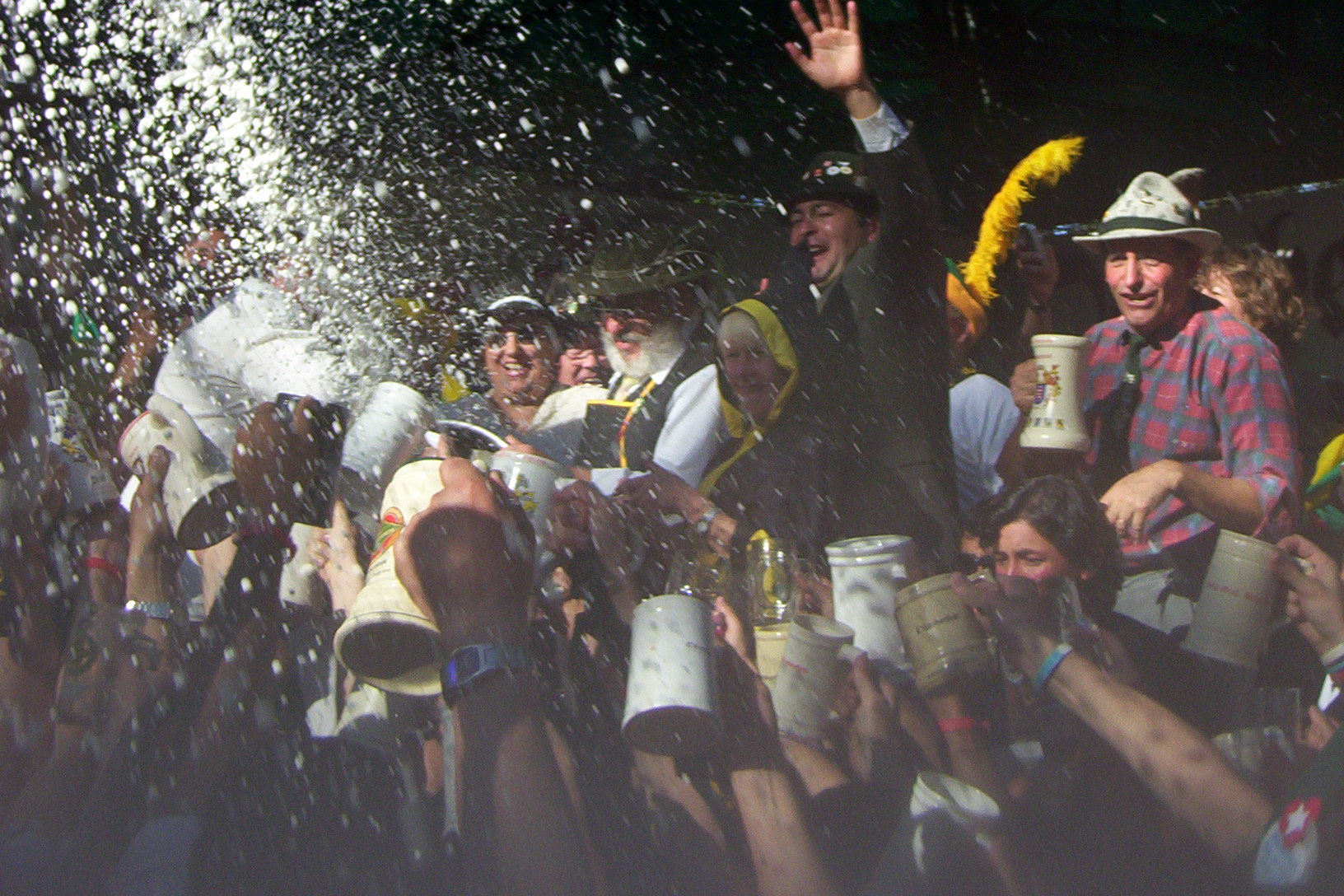
La fête allemande de l'Oktoberfest à Villa General Belgrano (Córdoba) en 2006.

Les Germano-Argentins (en allemand : Deutschargentinier) sont des Argentins d'origine allemande. Le terme « allemand » se réfère généralement à des populations de langue allemande qui ont émigré en Argentine à partir de l'Allemagne mais aussi de l'Autriche, la France (Alsace-Lorraine), la Hongrie, la Pologne, la Roumanie, la Russie (Allemands de la Volga), la Suisse, etc.
Certains Germano-Argentins, ou leurs ancêtres, étaient précédemment installés au Brésil, et ont plus tard émigré en Argentine. La langue et la culture allemandes ont été à la base de la conscience ethnique et nationale des Allemands. Toutefois, certains Allemands venus en Argentine utilisaient des dialectes distincts en fonction de leur région d'origine comme ceux de Poméranie ou de Prusse, le souabe, le plautdietsch, le hunsrückisch, l'allemand de la Volga, etc. 
Aujourd'hui, les Germano-Argentins forment l'un des plus grands groupes ethniques en Argentine, avec 3 millions de personnes. Des milliers de Germano-Argentins sont devenus techniciens, fonctionnaires, enseignants, professionnels de santé, militaires. Ils ont eu une grande influence dans le système éducatif argentin, et de nombreuses écoles allemandes ont été créées en Argentine. L'armée argentine a recruté un grand nombre de scientifiques et techniciens allemands pour le développement de ses industries. Des journaux de langue allemande furent également créés comme l’Argentinisches Tageblatt (« Journal argentin »), qui parut jusque début 2023.

## Histoire

### L'immigration allemande
Lorsque arriva la première vague de scientifiques allemands en Argentine, au cours de la décennie précédant 1914, une importante communauté allemande s'était déjà établie dans le pays. Entre 1885 et la Première Guerre mondiale la population de l'Argentine a doublé, avec l'arrivée de plus de 3 millions d'immigrants européens, incluant 100 000 germanophones. 
Cette vague migratoire fut très fructueuse, car les migrants, notamment Allemands, contribuèrent au développement économique de l'Argentine. Mais les liens latino-germaniques ont leur versant sombre qui est aussi le plus connu, celui des exfiltrations de nazis hors d’Allemagne vers l’Amérique latine à la fin de la Seconde Guerre mondiale. Le spectaculaire enlèvement d’Adolf Eichmann dans une rue de Buenos Aires, le 11 mai 1960, pour être emmené en Israël, reste un symbole fort de ces liaisons dangereuses. 
Les noms de famille germaniques tels que Altgelt, Born, Braun, Bracht, Bunge, Bullrich, Frers, Holmberg, Klappenbach, Mallmann, Meyer, Rohrer (descendants du Suisse Miguel Rohrer qui a fondé Colonia Alemana le 20 novembre 1883), Seeber, Stegmann, Tornquist, Zimmermann, Zuberbuhler et d'autres sont très courants dans le pays. 
Des localités conservent dans leur nom cette origine, comme Nueva Lubecka dans la province de Chubut, nommée ainsi en 1895 par un immigrant allemand, Juan Platte, en l'honneur de la ville natale de sa femme, Lübeck ; ou Hasenkamp dans la province d'Entre Ríos, fondée par les frères Eduard et Friedrich Hasenkamp, originaires de Hanovre. 
De solides communautés se sont formées en Argentine, en particulier à Buenos Aires, avec des écoles, des hôpitaux, des magasins, des théâtres, des clubs sportifs et des banques. Beaucoup de ces allemands qui se sont installés dans la capitale ont été assimilés dans la classe moyenne supérieure, en Argentine, tout en maintenant des liens étroits avec la culture allemande, et en offrant une éducation allemande de haute qualité à leurs enfants, afin qu'ils puissent éventuellement retourner un jour en Allemagne.

### Les Allemands de la Volga
Le 21 juillet 1878, des immigrants allemands protestants originaires de la région de la Volga fondent simultanément cinq localités dans la Colonia General Alvear : Aldea Protestante ; Aldea Salto ; Aldea Spatzenkutter qui a ouvert en 2017 un musée allemand de la Volga appelé Nuestras Raíces Alemanas ; Aldea Valle María ; Aldea San Francisco.